# Bustuarius
Il bustuarius rappresentava, nell'Antica Roma, una categoria di gladiatori che combattevano intorno al bustum (o pira) di una persona deceduta, durante la cerimonia delle sue esequie.

Dapprima c'era l'usanza di sacrificare prigionieri sulla tomba, o presso il bustum dei propri guerrieri: esempi di ciò si ritrovano in Omero, durante le esequie di Patroclo, e fra i tragediografi greci.

Si riteneva che lo spargimento del loro sangue potesse placare gli dei infernali, e renderli propizi ad accogliere i resti del defunto. In seguito però quest'usanza apparve troppo barbara e in luogo di queste vittime vennero designati a combattere dei gladiatori il cui sangue, si riteneva, avrebbe avuto lo stesso effetto.

Secondo gli scrittori Valerio Massimo e Floro, Marco e Decimo, i figli di Bruto, furono i primi, a Roma, ad onorare i funerali del proprio padre con questo genere di spettacoli nell'anno 489 ab urbe condita.

Alcuni ritengono che i romani abbiano ereditato quest'usanza dagli Etruschi, che a loro volta l'avrebbero ereditata dai greci.